# 언컷 (잡지)

언컷(영어: UNCUT)은 런던의 월간 잡지사이다. 영어권 국가에서 출판되며, 음악에 초점이 맞추어져 있지만, 영화나 도서에 관한 섹션도 존재한다. DVD 잡지로도 2005년부터 2006년까지 분기별로 발간하였다. 2019년 싱가포르의 음악 회사 밴드랩 테크놀로지스에 인수되었다.

## 역사
언컷은 1997년 5월 IPC에서 전 멜로디 메이커의 편집자이었던 알란 존스가 "25세에서 45세의 사람들을 위한 월간지"로 만들었다. 존스는 "언컷의 아이티어는 멜로디 메이커로 무엇을 하고 있는지에 대한 환멸감에서 나왔다. 독자들을 젊게 만들기 위한 출판 계획이 있었다. 난 나이가 들고 있고, 독자들을 나에게서 멀리 떨어뜨리고 싶었다"고 말하였으며, 특히 브릿팝 장르의 지배적인 상황을 언급하였다.
IPC 미디어에 따르면 잡지의 86%가량 되는 독자들이 남성이며, 평균 나이가 37세라는 것이 밝혀졌다.
언컷의 콘텐츠는 오래된 음반에 대한 긴 기사나 영화 감독들과의 인터뷰, 음악 및 영화와 관련된 뉴스, 새 음반, 영화, DVD에 대한 리뷰 등이 있다. 보통 아메리카나, 록, 그리고 얼터너티브 컨트리같은 장르에 집중되는 경향이 있다. 매달 잡지에 무료 CD가 포함되어 있으며, 여기에는 새 음악과 오래된 음악 모두 포함된다. U2, 라디오헤드, 밥 딜런, 브루스 스프링스틴, 버즈, 데이비드 보위, 데먼 레코즈, 에릭 클랩튼, 존 레논, 핑크 플로이드, 퀸, 마틴 스코세이지, 모타운, 모리세이, 조지 해리슨, 지미 페이지, 레드 제플린, 비치 보이스, 폴 매카트니, 닐 영, 비틀즈, 엘비스 코스텔로, 킹크스, 플리트우드 맥 외 많은 음악가를 표지로 사용하였다.
언컷은 2006년 5월 대대적인 변화를 거쳤으며, 그 결과로 더 이상 책을 만들지 않고, 영화와 관련된 내용도 줄였다.
2007년 언컷의 월간 판매부수가 9만 부 이상이었던 것에 비해 2015년 하반기에는 4만 7890부로 줄었다.
2019년, IPC의 후신인 TI 미디어는 싱가포르 회사인 밴드랩 테크놀로지스에 뉴 뮤지컬 익스프레스(NME)와 언컷을 매각하였다.

## 언컷 뮤직 어워드
2008년, 언컷은 "지난 한 해 동안 가장 고무적인 활동을 한 음악과 관련된 것을 찾기 위한 탐색"이라고 언급하면서 언컷 뮤직 어워드를 시작하였다. 전부 음악인 혹은 음악 산업에 종사하고 있는 전문가 10명이 25명의 후보자를 선정하고, 그 후 수상자를 결정한다. 2008년부터 2011년까지 플릿 폭시스, 티나리웬, 폴 웰러, PJ 하비가 수상하였다.